# Чепик, Николай Петрович
Николай Петрович Чепик (бел. Мікалай Пятровіч Чэпік; 16 апреля 1960, Первый Май, Минская область — 29 февраля 1980, Кунар) — заместитель командира инженерно-сапёрного взвода 317-го гвардейского парашютно-десантного полка в составе 40-й армии Краснознамённого Туркестанского военного округа, гвардии старший сержант. Герой Советского Союза (1980).

## Биография
Родился в деревне Червоный Май (по другим данным — в деревне Блужа) Минской области в семье колхозника. Белорус. Окончил 10 классов Блужской средней школы. В мирное время, до начала Афганской войны, работал монтёром в Минской дистанции пути Белорусской железной дороги.
В 1978 году был призван в ряды Советской Армии, направлен в Воздушно-десантные войска. Стал сапером, заместителем командира инженерно-саперного взвода.
С декабря 1979 года, направлен в состав ограниченного контингента советских войск, принимал участие в боевых действиях на территории Демократической Республики Афганистан в одной из восточных провинций.

## Подвиг
По официальной версии 29 февраля 1980 года вражеские группы пытались проникнуть в расположение советских войск. Подразделение старшего сержанта Николая Чепика, заместителя командира сапёрного взвода, в ходе Кунарской операции получило приказ осуществить подрыв склада боеприпасов противника, расположенного в пещере. Возвращаясь после успешного выполнения задания, группа сапёров, в составе Н. Чепика и гвардии рядовых Александра Рассохина и Керима Керимова, попали в засаду. Противник значительно превосходил своей численностью.
В ходе перестрелки Николай получил ранение в ногу. После гибели своих товарищей, чтобы не попасть в руки врага живым, Николай привязал осколочную мину направленного действия МОН-100 к дереву и взорвав, направил её на противника, уничтожив около 30 душманов.
Несколько иная версия была изложена в 2012 году Павлом Агафоновым, командиром инженерно-саперного взвода 317 ПДП, в котором служил Николай Чепик:

… К намеченному рубежу атаки выдвинулся лишь один взвод и три мои сапёра во главе с Николаем Чепиком. Вот они и приняли неравный бой. А помочь им было некому… 

… Моих троих сапёров нашли вместе, у Чепика была перебита нога, а убит он был в голову. Они находились на краю, на правом фланге. Было видно, что они сражались до последнего. Они должны были выйти на дорогу и там установить две мины МОН-100. Но до дороги они не дошли. И когда я начал писать наградной на Героя, естественно, нужно было написать что-то необычное. Вот тогда я и написал, что он подорвал себя миной. Это потом и стало официальной версией… Но как они [Чепик и А. Г. Мироненко] погибли в самом деле, никто не видел. Я до сих пор всем, рассказывая о Чепике, говорю, что упрекать в этом маленьком обмане нельзя. Не каждый день пишутся представления на героев.

## Награды и звания
- Звание Героя Советского Союза старшему сержанту Н. П. Чепику было присвоено посмертно Указом Президиума Верховного Совета от 28 апреля 1980.
- Награждён орденом Ленина.
- Указом Президента Республики Беларусь от 24 декабря 2003 года № 575 посмертно награждён медалью «В память 10-летия вывода советских войск из Афганистана».

## Память
- На могиле Николая Чепика в деревне Блужа Пуховичского района и в Витебске установлен памятник (четырёхгранный обелиск из красного гранита, добытого на Подладожском карьере)[1];
- Именем Н. Чепика названы комбайн[1], электричка ЭР9Т-700 приписки ТЧ-9, улица в посёлке Дружный Пуховичского района Минской области, спортивный клуб.
- Именем Николая Чепика названо рыболовное судно — БМРТ "Николай Чепик", построенное в 1990 году и входящее в состав флота ПАО "Находкинская база активного морского рыболовства"
- Имя Н. Чепика носит базовая школа в аг. Блужа Пуховичского района Минской области Беларуси[8], в которой учился Герой. На здании школы установлена мемориальная доска в честь Н. Чепика.
- В Блужской школе (аг. Блужа, Пуховичский район, Минская область, Республика Беларусь) создан Мемориальный музей Николая Чепика — филиал ГУ  «Пуховичский районный краеведческий музей» с картинной галереей[9]. В Мемориальном музее создана роспись художником Сергеем Криштаповичем общей площадью 250 кв.м. Роспись была награждена медалью Академии художеств СССР.
- Памятник Николаю Чепику с вечным огнём был установлен в начале 1980-х годов на территории 387-го отдельного учебного парашютно-десантного полка (пункт постоянной дислокации — Узбекская ССР, город Фергана). Также в музее полка был стенд, посвященный подвигу Николая Чепика[10].
- В Киеве, в музее Великой Отечественной войны, в мемориале на Поклонной горе, с начала 1980-х годов установлен стенд «Письмо сержанта Чепика домой», где находится одно из писем Николая Чепика родителям, в котором тот скромно и без пафоса описывает свою службу[11].
- В Минск (Белоруссия) в 1989 году прошло традиционное первенство по лёгкой атлетике памяти Н. Чепика[12]. В Омске ежегодно с 1994 года проводится турнир по армейскому рукопашному бою памяти Николая Чепика[13].
- В городе Заречном (Свердловская область) есть ДЮСШ СК «Десантник», организованная бывшими афганцами в конце 1980-х годов, которая носит имя Николая Чепика.
- Также памятник Николаю Чепику был установлен в военном городке Рукла, Ионавского района, Литовской ССР. Судьба данного памятника на сегодняшний день неизвестна.

## Галерея

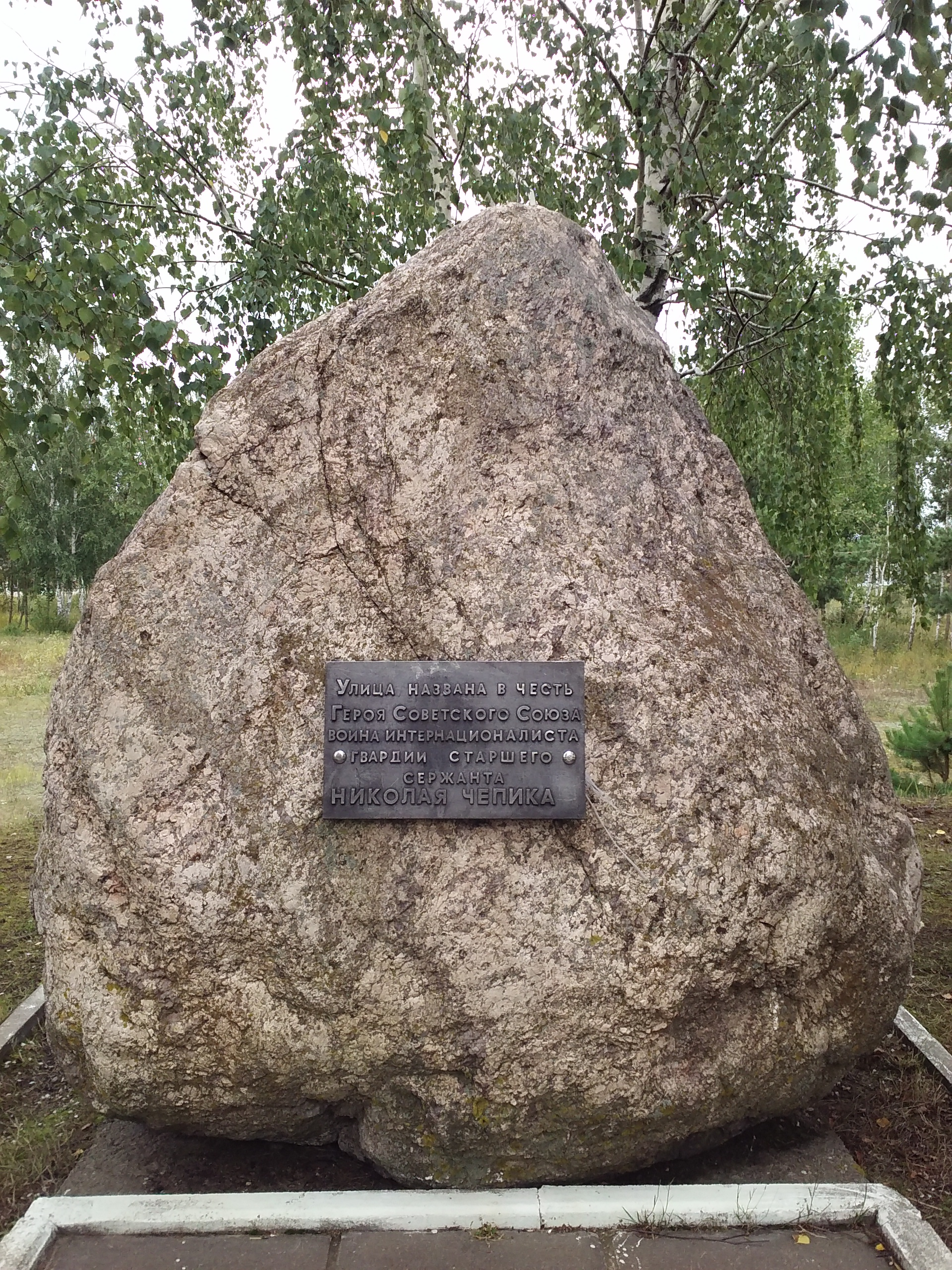
Дружный. Валун с памятной табличкой: "Улица названа в честь Героя Советского Союза, воина-интернационалиста гвардии, старшего сержанта Николая Чепика"
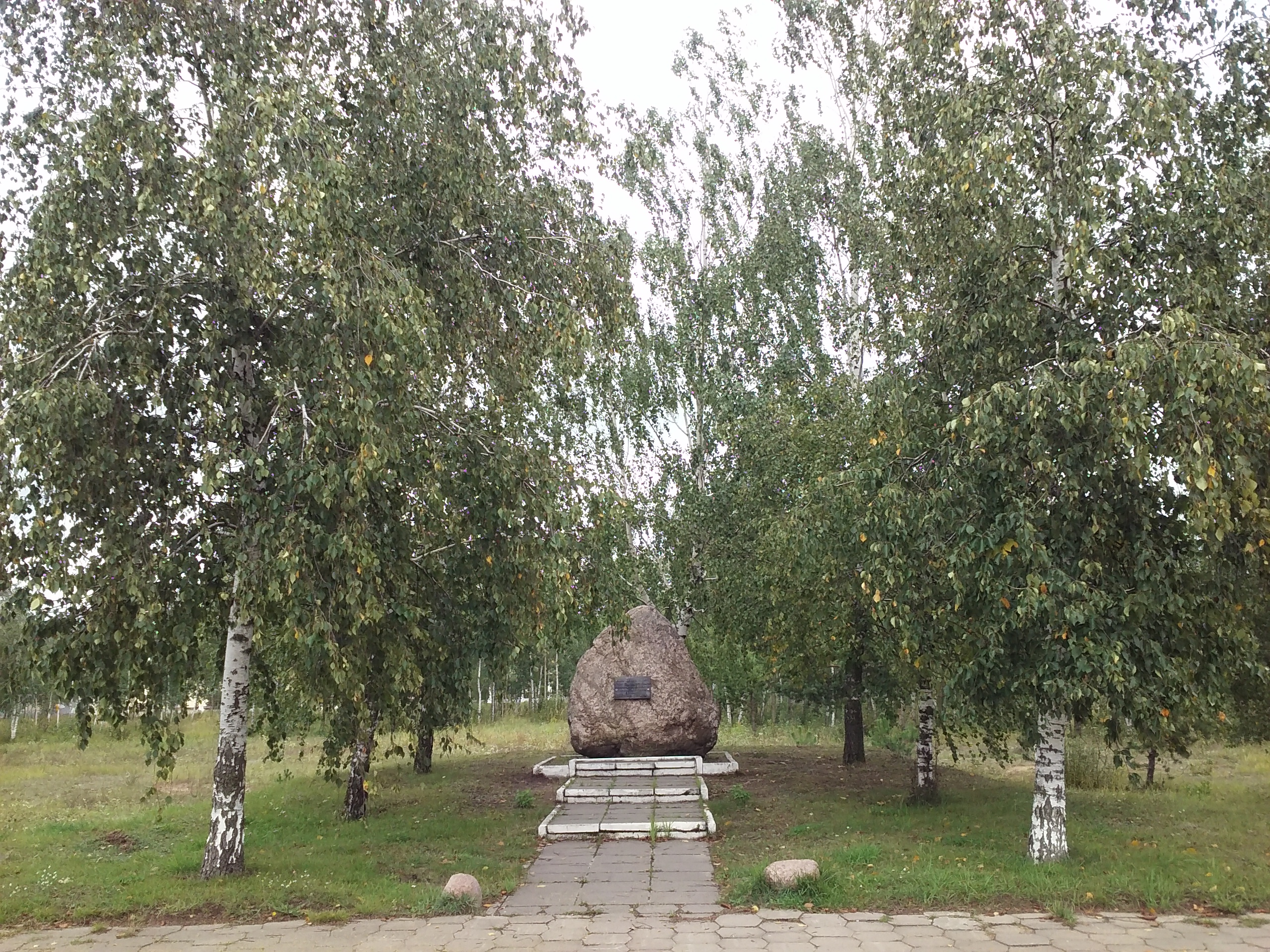
Дружный. Валун с памятной табличкой: "Улица названа в честь Героя Советского Союза, воина-интернационалиста гвардии, старшего сержанта Николая Чепика"
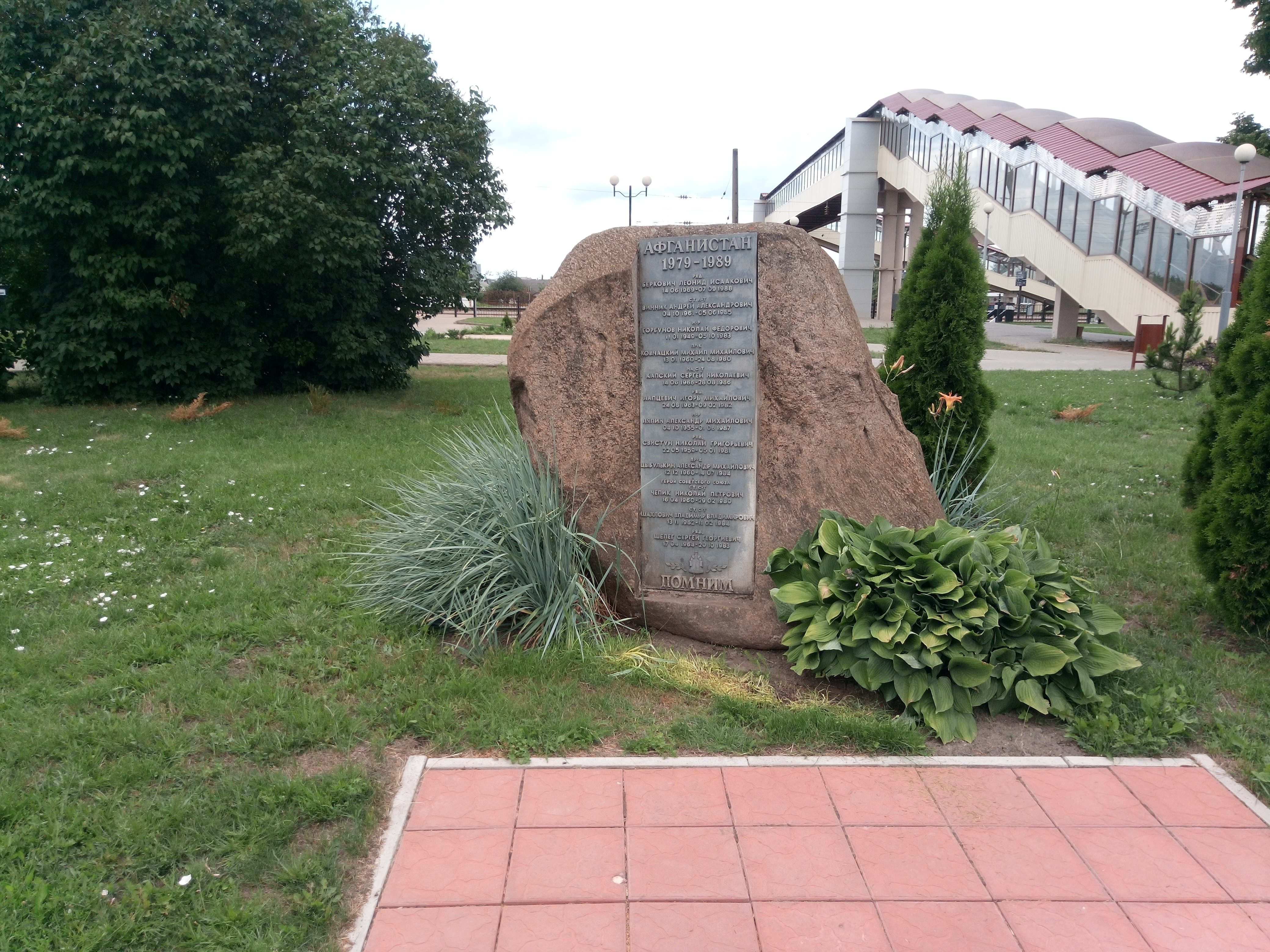
Марьина Горка. Мемориальная доска в память о погибших в Афганистане уроженцев Пуховщины.
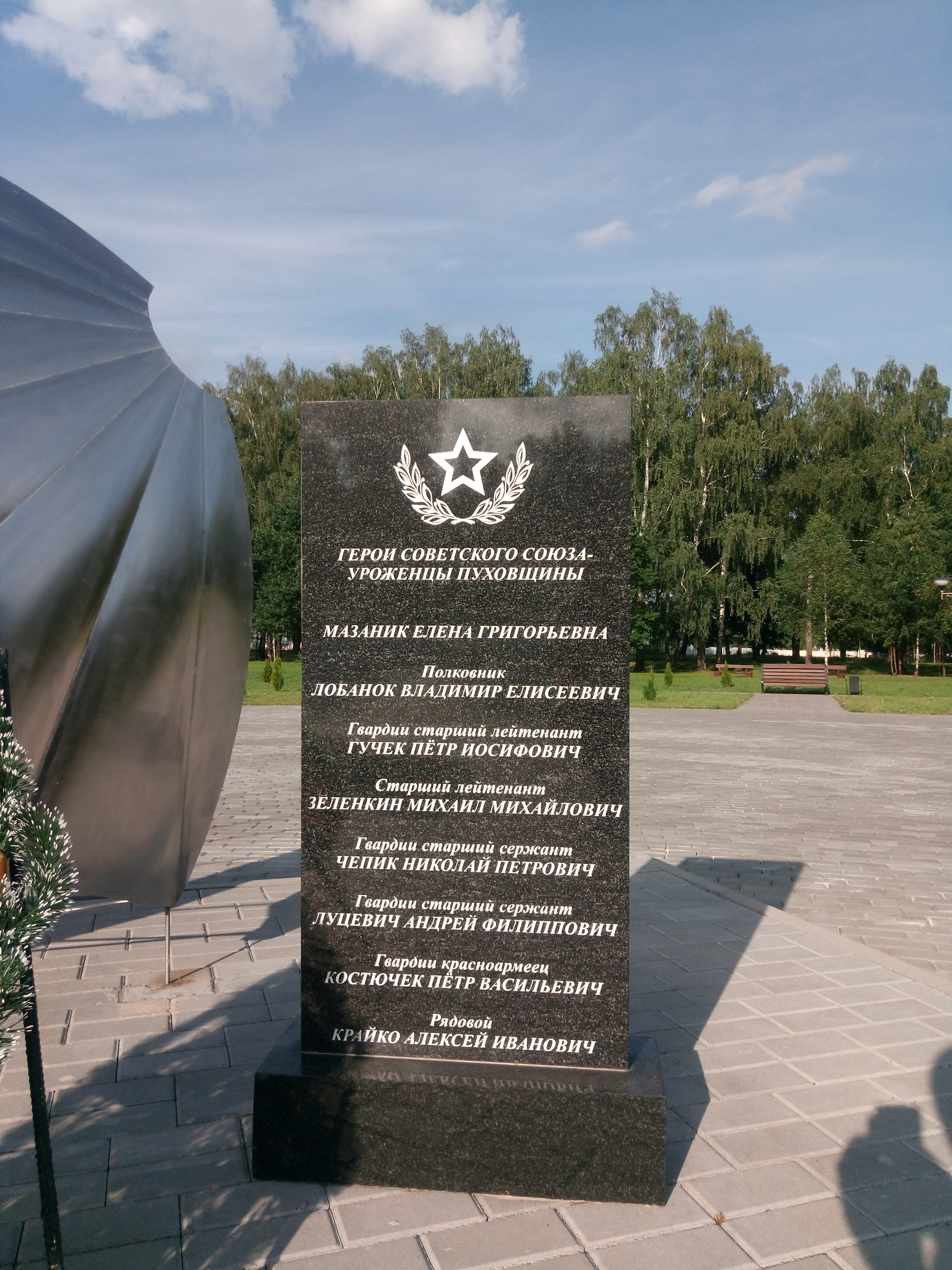
Марьина Горка. Аллея воинской Славы и экспозиция боевой техники.